# La Biolle
La Biolle est une commune française située dans le département de la Savoie, en région Auvergne-Rhône-Alpes. Elle fait partie du pays de l'Albanais.

## Géographie

### Situation et description

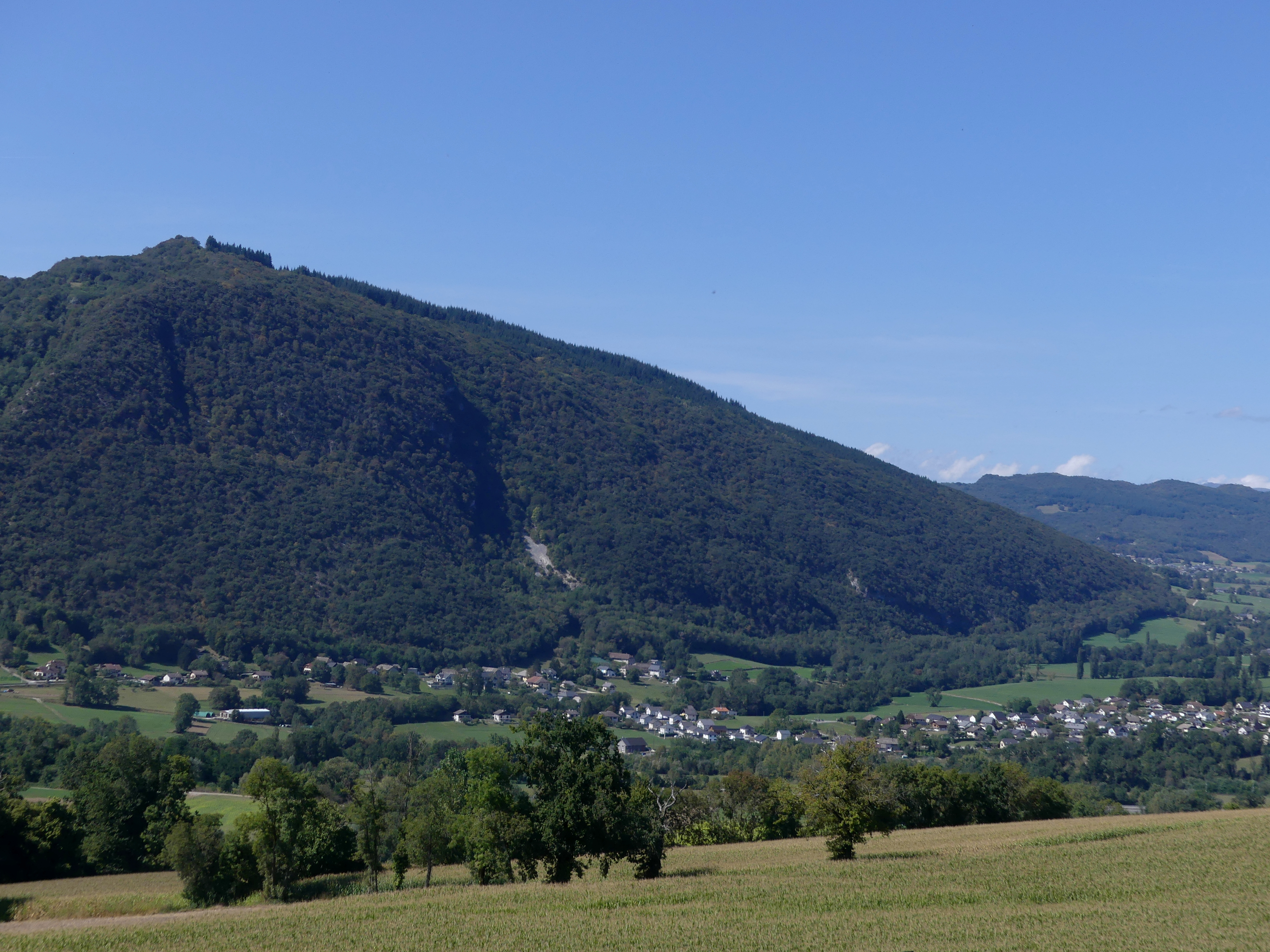
La Biolle au pied de la Chambotte.

La Biolle se situe entre Albens et Grésy-sur-Aix au pied du massif de la Chambotte, à 8 km d'Aix-les-Bains et 14 km de Rumilly.
Sa superficie est de 13,04 km2.

### Communes limitrophes
La Biolle est limitrophe de trois communes.

### Climat
Pour des articles plus généraux, voir Climat d'Auvergne-Rhône-Alpes et Climat de la Savoie.
En 2010, le climat de la commune est de type climat des marges montargnardes, selon une étude du Centre national de la recherche scientifique s'appuyant sur une série de données couvrant la période 1971-2000. En 2020, Météo-France publie une typologie des climats de la France métropolitaine dans laquelle la commune est exposée à un climat de montagne ou de marges de montagne et est dans la région climatique Alpes du nord, caractérisée par une pluviométrie annuelle de 1 200 à 1 500 mm, irrégulièrement répartie en été.
Pour la période 1971-2000, la température annuelle moyenne est de 10,8 °C, avec une amplitude thermique annuelle de 19,1 °C. Le cumul annuel moyen de précipitations est de 1 231 mm, avec 10,3 jours de précipitations en janvier et 8,3 jours en juillet. Pour la période 1991-2020, la température moyenne annuelle observée sur la station météorologique de Météo-France la plus proche, « Mognard », sur la commune d'Entrelacs à 4 km à vol d'oiseau, est de 11,0 °C et le cumul annuel moyen de précipitations est de 1 280,1 mm,. Pour l'avenir, les paramètres climatiques de la commune estimés pour 2050 selon différents scénarios d'émission de gaz à effet de serre sont consultables sur un site dédié publié par Météo-France en novembre 2022.
| Mois                                  | jan.           | fév.           | mars          | avril         | mai             | juin          | jui.          | août          | sep.            | oct.          | nov.          | déc.           | année     |
| ------------------------------------- | -------------- | -------------- | ------------- | ------------- | --------------- | ------------- | ------------- | ------------- | --------------- | ------------- | ------------- | -------------- | --------- |
| Température minimale moyenne (°C)     | −2             | −1,8           | 0,8           | 3,9           | 8,3             | 11,9          | 13,2          | 13            | 9,6             | 6,4           | 1,8           | −1,2           | 5,3       |
| Température moyenne (°C)              | 1,8            | 3,1            | 7             | 10,5          | 14,7            | 18,5          | 20,4          | 20            | 15,9            | 11,6          | 5,9           | 2,4            | 11        |
| Température maximale moyenne (°C)     | 5,6            | 8              | 13,2          | 17            | 21,2            | 25,1          | 27,5          | 27            | 22,2            | 16,8          | 10,1          | 6              | 16,6      |
| Record de froid (°C) date du record   | −20 07.01.1985 | −16,9 05.02.12 | −13 01.03.05  | −7 08.04.03   | −2,5 05.05.1991 | 1,1 01.06.06  | 4,7 17.07.00  | 3 30.08.1998  | −0,5 30.09.1995 | −7 31.10.1997 | −14 27.11.05  | −15,4 27.12.10 | −20 1985  |
| Record de chaleur (°C) date du record | 17,1 08.01.11  | 20,1 28.02.19  | 25 22.03.1990 | 29,5 21.04.18 | 33,1 24.05.09   | 37,7 27.06.19 | 38,4 31.07.20 | 39,5 13.08.03 | 32,4 14.09.20   | 27 02.10.1985 | 21,6 02.11.20 | 21 07.12.00    | 39,5 2003 |
| Précipitations (mm)                   | 100,2          | 83,5           | 93,9          | 96,6          | 108,5           | 107,6         | 98,3          | 112,9         | 113,1           | 125,1         | 117,6         | 122,8          | 1 280,1   |

### Voies de communication
Les principales voies de la commune sont l'A41 et la route départementale 1201 (D 1201), la route départementale D 991B.

## Urbanisme

### Typologie
Au 1er janvier 2024, La Biolle est catégorisée bourg rural, selon la nouvelle grille communale de densité à sept niveaux définie par l'Insee en 2022.
Elle appartient à l'unité urbaine de La Biolle, une unité urbaine monocommunale constituant une ville isolée,. La commune est en outre hors attraction des villes,.

### Occupation des sols
L'occupation des sols de la commune, telle qu'elle ressort de la base de données européenne d’occupation biophysique des sols Corine Land Cover (CLC), est marquée par l'importance des territoires agricoles (49,2 % en 2018), en diminution par rapport à 1990 (52,3 %). La répartition détaillée en 2018 est la suivante : 
forêts (37,5 %), zones agricoles hétérogènes (28,7 %), prairies (20,5 %), zones urbanisées (11,3 %), zones humides intérieures (2 %).
L'IGN met par ailleurs à disposition un outil en ligne permettant de comparer l’évolution dans le temps de l’occupation des sols de la commune (ou de territoires à des échelles différentes). Plusieurs époques sont accessibles sous forme de cartes ou photos aériennes : la carte de Cassini (XVIIIe siècle), la carte d'état-major (1820-1866) et la période actuelle (1950 à aujourd'hui).

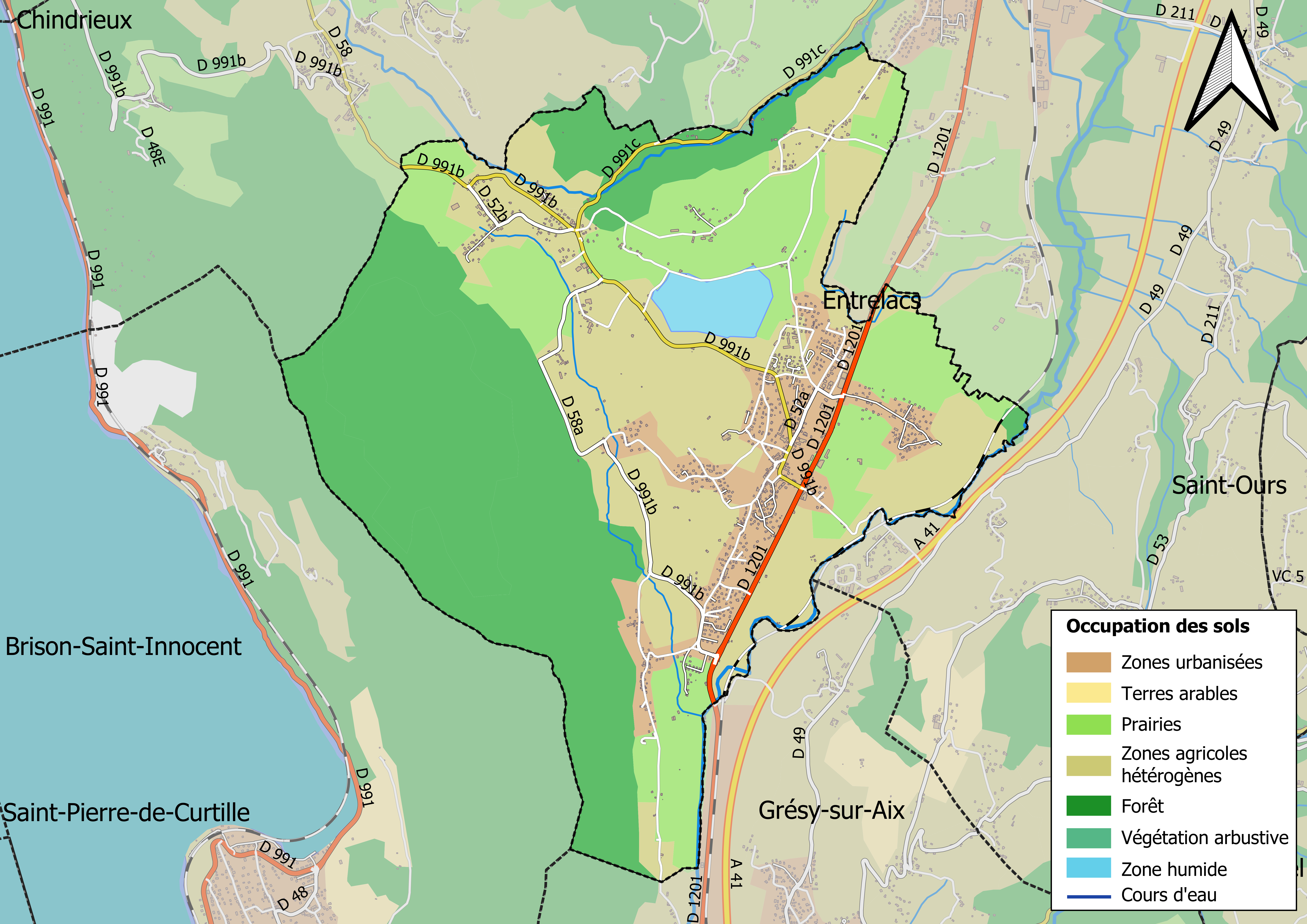
Carte des infrastructures et de l'occupation des sols en 2018 (CLC) de la commune.
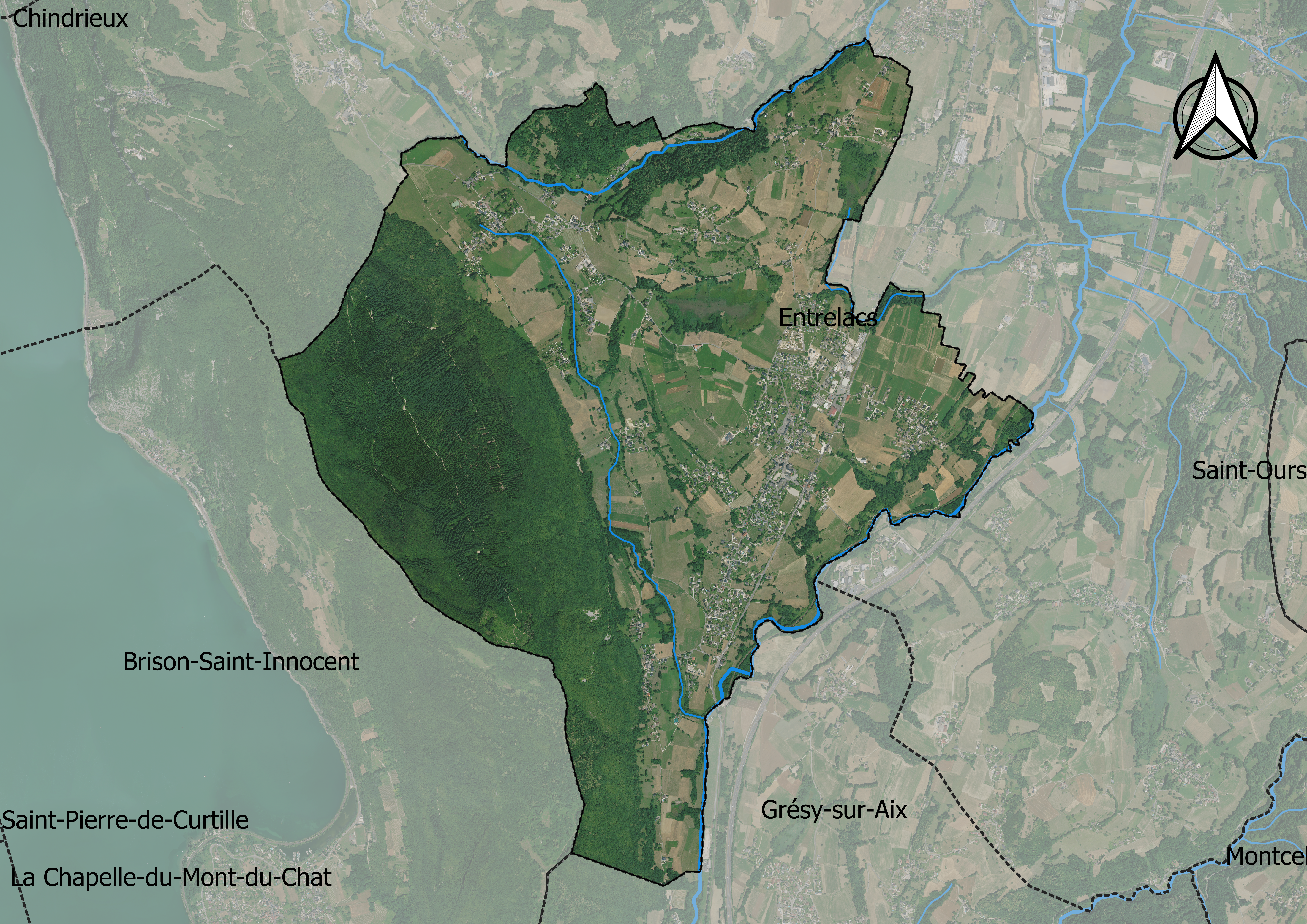
Carte orthophotogrammétrique de la commune.

## Toponymie
La forme Betula est attestée pour la paroisse au XVIIIe siècle,. Elle dérive en La Biolle.
Le nom de la Biolle trouve son origine dans le mot latin Betula, mais qui possède une origine celtique. Ce dernier désigne boule ou bouleau,,. En francoprovençal, on l'écrit Biôla ou Byola.
En francoprovençal, le nom de la commune s'écrit La Byôla, selon la graphie de Conflans.

## Histoire
Pour un article plus général, voir Histoire de la Savoie.

## Politique et administration

### Liste des maires
| Période                                  | Période              | Identité            | Étiquette | Qualité                                                                         |
| ---------------------------------------- | -------------------- | ------------------- | --------- | ------------------------------------------------------------------------------- |
| 1805                                     | 1806                 | Pacoret             |           |                                                                                 |
| .....                                    | ....                 | ......              | ...       | ...                                                                             |
| 1865                                     | 1874                 | François Reinier    | ...       | ...                                                                             |
| 1874                                     | 1876                 | Claude Michaud      | ...       | ...                                                                             |
| 1876                                     | 1899                 | François Reinier    | ...       | ...                                                                             |
| 1899                                     | 1902                 | Augustin Bernard    | ...       | ...                                                                             |
| 1902                                     | 1911                 | François Collomb    | ...       | ...                                                                             |
| 1911                                     | ...                  | Pierre Calloud      | ...       | ...                                                                             |
| ...                                      | ...                  | ...                 | ...       | ...                                                                             |
| 1922                                     | 1937                 | Chrysostôme Rosset  | ...       | ...                                                                             |
| ...                                      | ...                  | ...                 | ...       | ...                                                                             |
| ...                                      | ...                  | Jean-François Paris | ...       | ...                                                                             |
| Les données manquantes sont à compléter. |                      |                     |           |                                                                                 |
| mars 1977                                | mars 1983            | François Granger    | ...       | ...                                                                             |
| mars 1983                                | mars 2001            | Jean-Pierre Ginet   | ...       | ...                                                                             |
| mars 2001                                | mars 2008            | Jacques Pernoud     | ...       | ...                                                                             |
| mars 2008                                | mai 2016 (démission) | Jean-Pierre Ginet   | ...       | ...                                                                             |
| 1er juin 2016                            | mai 2020             | Blandine Bellanca   | ...       | ...                                                                             |
| mai 2020                                 | En cours             | Julie Novelli       | ...       | Éducatrice sportive spécialisée 6e vice-présidente de la CA Grand Lac (2020 → ) |

## Population et société

### Démographie
L'évolution du nombre d'habitants est connue à travers les recensements de la population effectués dans la commune depuis 1793. Pour les communes de moins de 10 000 habitants, une enquête de recensement portant sur toute la population est réalisée tous les cinq ans, les populations de référence des années intermédiaires étant quant à elles estimées par interpolation ou extrapolation. Pour la commune, le premier recensement exhaustif entrant dans le cadre du nouveau dispositif a été réalisé en 2007.

En 2022, la commune comptait 2 922 habitants, en évolution de +18,16 % par rapport à 2016 (Savoie : +3,63 %, France hors Mayotte : +2,11 %).
| 1793 | 1800 | 1806  | 1822  | 1838  | 1848  | 1858  | 1861  | 1866  |
| ---- | ---- | ----- | ----- | ----- | ----- | ----- | ----- | ----- |
| 928  | 950  | 1 021 | 1 155 | 1 460 | 1 724 | 1 477 | 1 370 | 1 866 |

| 1872  | 1876  | 1881  | 1886  | 1891  | 1896  | 1901  | 1906  | 1911  |
| ----- | ----- | ----- | ----- | ----- | ----- | ----- | ----- | ----- |
| 1 465 | 1 465 | 1 354 | 1 349 | 1 273 | 1 229 | 1 216 | 1 170 | 1 150 |

| 1921  | 1926  | 1931  | 1936  | 1946 | 1954 | 1962 | 1968 | 1975 |
| ----- | ----- | ----- | ----- | ---- | ---- | ---- | ---- | ---- |
| 1 122 | 1 118 | 1 145 | 1 030 | 890  | 955  | 860  | 812  | 861  |

| 1982  | 1990  | 1999  | 2006  | 2007  | 2012  | 2017  | 2022  | - |
| ----- | ----- | ----- | ----- | ----- | ----- | ----- | ----- | - |
| 1 074 | 1 353 | 1 760 | 2 095 | 2 143 | 2 201 | 2 578 | 2 922 | - |

### Manifestations culturelles et festivités
1er mai : depuis plus de 30 ans la foire de La Biolle est renommée avec plus de 10 000 visiteurs. Au cours du temps, elle s'est transformée en une foire moins agricole mais plus artisanale et surtout pour une brocante qui rencontre un énorme succès.
La fête à l'ancienne est un événement annuel de la ville de La Biolle, elle consiste à rassembler les habitants des différents hameaux du village qui doivent être habillés à la mode d'antan et organiser plusieurs jeux ainsi qu'un concours de char (le hameau ayant le plus beau obtient le titre pour l'année).
Le Festival du cinéma rural de La Biolle a lieu depuis 25 ans le troisième week-end de novembre. Cette manifestation cinématographique propose chaque année des films, des débats et des rencontres autour du thème de la ruralité. Le festival accueille près de 2 000 spectateurs et fêtera en 2009 sa 25e édition.

### Logement
705 logements :
- 88,8 % de résidences principales ;
- 5,8 % de résidences secondaires ;
- 5,4 % de logements vacants ;
- 85,3 % de maisons ;
- 12,9 % d'appartements ;
- 1,8 % d'autres types de logements ;
- 94 % de propriétaires ;
- 20,3 % de locataires.

### Enseignement
La commune de La Biolle est rattachée à l'académie de Grenoble.

### Médias
Le territoire de Biolle est situé dans les environs d'Aix-Les-Bains où la presse est représentée majoritairement par les grands quotidiens régionaux et notamment Le Dauphiné libéré. Plus localement, on trouve aussi d'autres journaux avec La Vie nouvelle ou bien L'Essor savoyard et ses déclinaisons.

## Économie
- 2 143 habitants ;
- 135 hab./km2 ;
- chômage : 8.3 % ;
- revenu moyen par ménage (2004) : 17 725 euros/an ;
- 13 entreprises.

## Culture locale et patrimoine

### Lieux et monuments
- Le Château de Montfalcon : Le château de Montfalcon est un ancien château fort, du XIIIe siècle, dont les ruines se dressent sur un mamelon, à 542 m d'altitude, au-dessus du hameau de Montfalcon, dominant au nord l'Albenche, à 2,4 km au sud-ouest du bourg. Il fut le centre de la seigneurie de Montfalcon, érigée en baronnie, et siège de la châtellenie de Montfalcon.
- Le Château de Longefan : Le château de Longefan est une ancienne maison forte, remaniée à la fin du XVe siècle, qui se dresse, à 450 m d'altitude, entre les hameaux des Plagnes et de Troissy, au pied de la montagne de la Biolle. Le château de Longefan est situé à l'ouest du village au pied de la montagne de la Biolle. Il servait à l'origine à contrôler les voies de circulation qui permettaient de se rendre d'Antoger (près d'Aix-les-Bains) vers Saint-Germain-la-Chambotte, commune voisine. Il fut le centre de la seigneurie de Longefan.
- L'église Notre-Dame-de-l’Assomption construite en 1850.
- La Maison forte de Roasson (1412).
- Les Maisons fortes de Villette et des Plagnes ayant appartenu à la famille Michaud.
- La Maison forte de la Mollière (1400), ayant appartenu à la famille de La Balme.
- La Châtaigneraie.
- La Montagne de la Biolle.
- La Grotte de Savigny.
- Le Marais des Villards.
- Le Marais du Parc.

### Personnalités liées à la commune

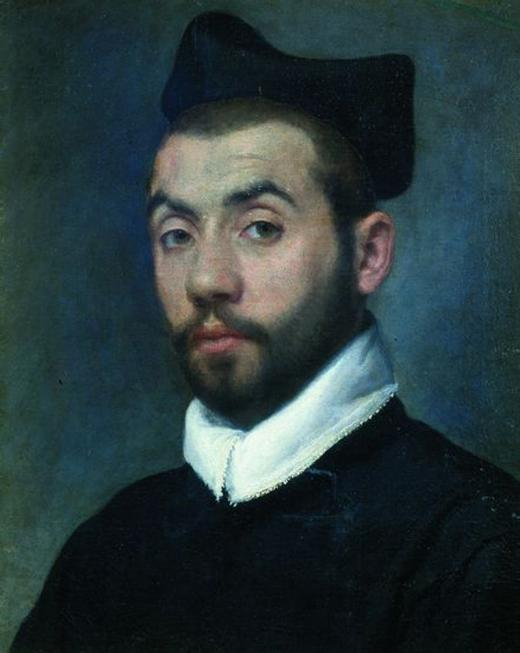
Clément Marot.

- Clément Marot (1496-1544), poète, a séjourné en 1544 au château de Longefan.
- Joseph-François Michaud (1767-1839), historien et pamphlétaire.
- Louis-Gabriel Michaud (1773-1858), écrivain et historien, frère du précédent.
- Henri Murger (1822-1861), écrivain, a séjourné plusieurs fois à la Biolle.
- Chrysostôme Rosset, négociant, et maire de la Biolle, à l'origine de la construction des écoles primaire et maternelle en 1930
- Gilbert Pernoud, né en 1901 à La Biolle, prêtre, est reconnu Juste parmi les nations pour son aide aux Juifs pendant la Seconde Guerre mondiale.

### Héraldique
| Armes de La Biolle | Les armes de La Biolle se blasonnent ainsi : D'or à un bouleau d'argent feuillé de sinople, accostés de deux autres plus petits, le tout posé sur un mont du même, au franc-canton de gueules à la croix d'argent. |